# Liste der Monuments historiques in Magoar
Die Liste der Monuments historiques in Magoar führt die Monuments historiques in der französischen Gemeinde Magoar auf.

## Liste der Bauwerke
| Bezeichnung                          | Beschreibung                  | Standort | Kennzeichnung | Schutzstatus | Datum | Bild           |
| ------------------------------------ | ----------------------------- | -------- | ------------- | ------------ | ----- | -------------- |
| Kirche St-Gildas mit Passionsfenster | Erbaut im 16./17. Jahrhundert | (Lage)   | PA00089322    | Classé       | 1929  | weitere Bilder |

## Liste der Objekte

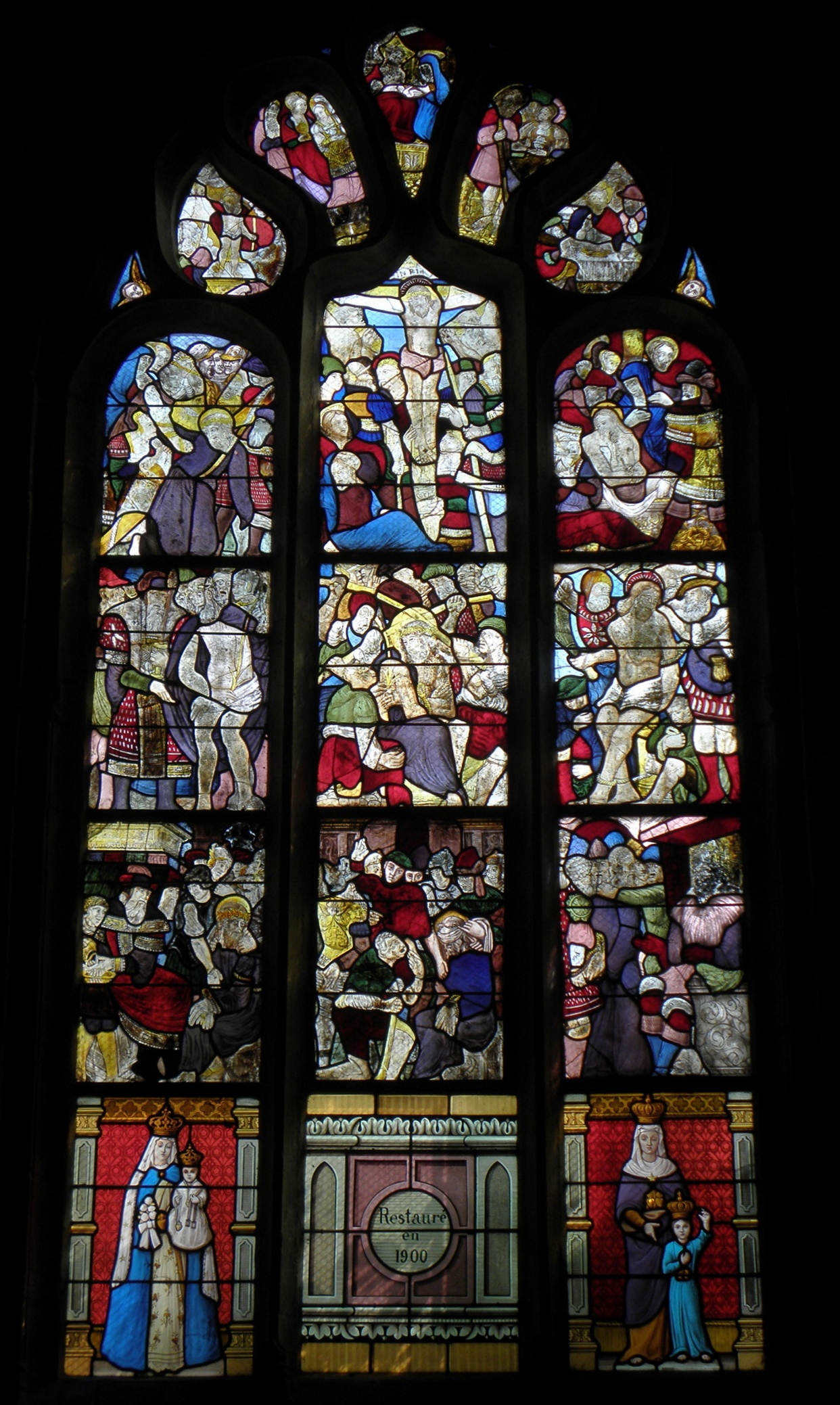
Passionsfenster in der Kirche St-Gildas

- Monuments historiques (Objekte) in Magoar in der Base Palissy des französischen Kultusministeriums

Siehe auch: Passionsfenster (Magoar)